# Pharmacis carna
Pharmacis carna là một loài bướm đêm thuộc họ Hepialidae. It is mainly được tìm thấy ở mountainous areas, mostly in Alps và núi Carpathia, although it is also present in Hungary.
Sải cánh dài 32–44 mm đối với con cái và 25–34 mm đối với con đực. Con trưởng thành bay từ tháng 6 đến tháng 8 làm một đợt.
The larvae, feed on the roots of various grass species.